# Pé-grande

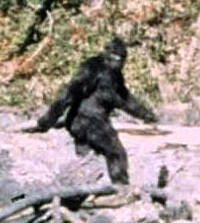
Quadro 352 da famosa filmagem Patterson-Gimlin, que os autores alegaram ser do Pé-grande.

O Pé Grande (em inglês:  Bigfoot; ou Sasquatch, termo derivado do halkomelem, idioma do grupo linguístico salishe, do sudoeste da Columbia Britânica) é descrito como um grande símio que vive nas regiões selvagens e remotas dos Estados Unidos e Canadá. Alega-se que seja um animal aparentado com o Iéti tibetano (o "Abominável Homem das Neves").
Em 2007, foi organizada uma expedição em busca de provas ou até mesmo do próprio Pé-grande. Mas nada foi encontrado.
Em 15 de agosto de 2008, dois caçadores norte-americanos foram à mídia dizendo ter em suas mãos o corpo congelado do famoso Bigfoot. Porém, após a análise do "corpo", foi descoberto que o suposto cadáver do monstro não passava de uma fantasia de macaco congelada. Em defesa, os dois caçadores disseram ter sido enganados e comprado o corpo de dois outros caçadores por um preço "inacreditavelmente baixo", mas decidiram levar a farsa adiante.
Em 2014, o primeiro estudo feito pela comunidade científica e revisado por vários investigadores revelou que os pelos recolhidos nos locais onde houve avistamentos do Pé-grande e do Iéti pertenciam a animais tais como lobos e ursos.

## Características
Relatos de pessoas que teriam visto a criatura, na maioria dos casos, descrevem um primata bípede muito alto (entre 2,0m e 4,5m). Geralmente é coberto de pelos de cor marrom escuro e seu rosto é uma mistura de gorila e ser humano. Algumas pessoas testemunham que exala um odor forte e desagradável, enquanto outras dizem que a criatura não tem cheiro.

## Teoria
Existe uma teoria científica que aponta a possibilidade de essas criaturas serem descendentes diretos do gigantopithecus, um primata já extinto, maior que um gorila e que possuía dentes parecidos com os dos humanos. Seu parente vivo mais próximo é o orangotango.